# هيرتسا
هيرتسا (Герца) هي مدينة في محافظة تشيرنيفتسي في أوكرانيا.